# Heinrich Jasper (Molekularbiologe)
Heinrich Jasper, auch Henri Jasper, (* 1. Februar 1974) ist ein deutscher Molekularbiologe, der sich mit Altersforschung befasst.

## Leben
Jasper studierte an der Universität Tübingen mit dem Diplom 1998 und wurde 2001 an der Universität Heidelberg und am European Molecular Biology Laboratory bei Dirk Bohmann promoviert (Analysis of signaling and cell differentiation events in Drosophila development by genome-wide expression profiling), wobei er die Regulation von Entwicklungsprozessen bei Drosophila untersuchte. Danach war er am University of Rochester Medical Center, wo er 2003 Research Assistant Professor und 2005 Assistant Professor wurde. 2012 wurde er Mitarbeiter des Buck Institute for Research on Aging in Novato, Kalifornien. Dort arbeitete er auch mit den Laboren von Brian Kennedy und Pankaj Kapahi zusammen. Außerdem ist er am Leibniz-Institut für Alternsforschung (FLI) in Jena.
Jasper untersucht die Alterungseffekte, Stoffwechseleffekte und Stress auf Stammzellen und insbesondere auf deren Fähigkeit beschädigtes Gewebe zu erneuern. Er benutzt dabei Drosophila als Modellsystem und untersuchte Stammzellen in dessen Darm, in dem besonders häufig Gewebe zu erneuern ist, später auch im Atemwegssystem von Mäusen. Jasper fand dabei verschiedene Signalwege, die die Vermehrung der Stammzellen regulieren.
Er erhielt den Senior Scholar in Aging Award der Ellison Medical Foundation und den Glenn/AFAR Breakthroughs in Gerontology Award. 2016 erhielt er eine Humboldt-Professur.

## Schriften (Auswahl)
- mit Meng C. Wang, Dirk Bohlmann: JNK Signaling Confers Tolerance to Oxidative Stress and Extends Lifespan in Drosophila, Developmental Cell, Band 5, 2003, S. 811–816
- mit Benoit Biteau, Christine E. Hochmuth: JNK activity in somatic stem cells causes loss of tissue homeostasis in the aging Drosophila gut, Cell Stem Cell, Band 3, 2008, S. 442–455, PMID 18940735
- mit B. Biteau u. a.: Lifespan extension by preserving proliferative homeostasis in Drosophila, PLoS Genet, 6, 2010, e1001159, PMID 20976250
- mit Biteau, Hochmuth: Maintaining tissue homeostasis: dynamic control of somatic stem cell activity, Cell Stem Cell, Band 9, 2011, S. 402–411, PMID 22056138
- mit B. Biteau: EGF signaling regulates the proliferation of intestinal stem cells in Drosophila,  Development, Band 138, 2011, S. 1045–1055, PMID 21307097
- mit Hansong Deng, Akos A Gerencser: Signal integration by Ca(2+) regulates intestinal stem-cell activity, Nature, Band 528, 2015, S. 212–217
- mit Samantha Haller: You Are What You Eat: Linking High-Fat Diet to Stem Cell Dysfunction and Tumorigenesis, Cell Stem Cell, Band 18, 2016, S. 564–566